# Нововладимировка (Сумская область)
Нововладимировка (укр. Нововолодимирівка) — село,
Рожковичский сельский совет,
Середино-Будский район,
Сумская область,
Украина.
Код КОАТУУ — 5924485202. Население по переписи 2001 года составляло 55 человек .

## Географическое положение
Село Нововладимировка находится на правом берегу реки Знобовка,
выше по течению на расстоянии в 3 км расположено село Грудская (Брянская область),
ниже по течению на расстоянии в 6 км расположено село Шалимовка,
на противоположном берегу — село Рожковичи.
По селу протекает ручей с запрудой, выше по течению которого примыкает село Порохонь.
Рядом проходит граница с Россией.

## История
Нововладимировка была основана в 1912 году 18 семьями переселенцев из сёл: Владимировки, Беловод, Новой Сечи, Андреевки, Алексеевки и других населённых пунктов Сумского уезда Харьковской губернии (в настоящее время Сумского района Сумской области), которые испытывали недостаток в пахотных землях на своей родине.
Переселенцы отличались от местного населения языком и обычаями, разговаривали на украинском языке, носили украинскую национальную одежду и проживали в украинских хатах.
Со дня основания Нововладимировка была небольшим населённым пунктом и в 1917 году насчитывала 40 дворов, в которых проживало 338 жителей, в 1923 году – 53 двора и 318 жителей, в 1926 году – 56 дворов и 346 жителей, в 1989 году – 86 жителей, в 2001 году – 54 жителя, а 1.01.2008 года – 44 жителя.